# Кромка (деревня)
Кромка (мар. Кромкасола) — деревня в Юринском районе Республики Марий Эл. Входит в состав Юркинского сельского поселения.

## География
Находится в юго-западной части республики Марий Эл на левобережье Ветлуги на расстоянии приблизительно 41 км на север-северо-запад от районного центра посёлка Юрино.

## История
Была известна с начала XX века как место размещения Кромского лесничества. В 1925 году в деревне проживало 59 жителей (мари), в 1927 122 жителя (мари 3/4 дворов, русские 1/4 дворов), в 1940 157 жителей, в 1960 158, в 1974 63. Работали колхозы «Красная волна» и «Ленин корно».

## Население
Население составляло 21 человек (русские 38 %, мари 57 %) в 2002 году, 5 в 2010.